# Étoile de Service

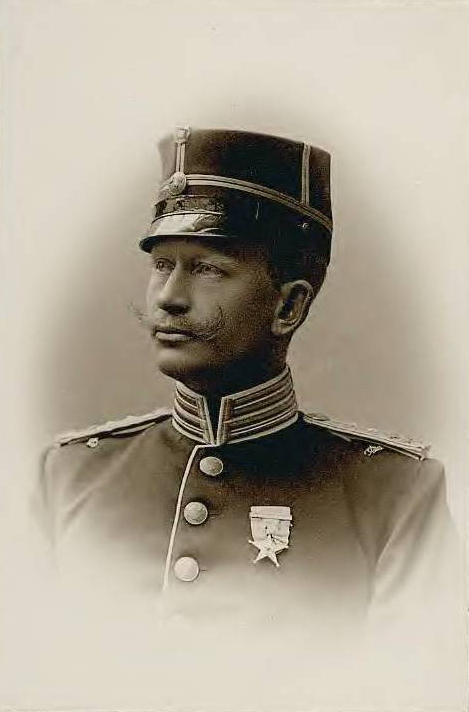
Löjtnant Fredrik von Friesendorff med Étoile de Service på bröstet.

Étoile de Service var en utmärkelse i Kongostaten och senare Belgiska Kongo instiftad av kung Leopold II år 1899 som tilldelades utlänningar som troget och hedervärt genomfört en tjänstgöringsperiod där. Utmärkelsen bestod av en stjärnformad medalj med blått band som bars på bröstet. På åtsidan fanns en mindre stjärna och på frånsidan statens motto ”Travail et progrès” (arbete och framsteg). Det var den högst rankade utmärkelsen efter Afrikanska stjärnans orden som hade instiftats 17 dagar tidigare.

## Svenska mottagare i urval
- Löjtnant Carl Reinhold Håkansson.
- Löjtnant Matts Juhlin-Dannfelt.
- Överstelöjtnant, friherre Fredrik von Friesendorff.
- Kapten Peter Möller.
- Löjtnant Georg Pagels.
- Sjökaptenen Karl Gottfrid Schagerström